# Kylans Rockorkester
Kylans Rockorkester bildades i Umeå 1978. Ursprungsmedlemmarna var Robert "Kylan" Larsson, Carl-Gösta (Calle) "Kaggen" Hansson, Thomas Hellström och Torsten Ydén (samtliga födda 1956). Kort därefter tillkom Lasse Uhlin (född 1953) och Gunnar Sandström. Något senare anslöt Pelle Henricsson (född 1955) till gruppen.
Bandet upplöstes 1984. En avskedskonsert hölls på krogen Krogen i Umeå. Bandet har dock återuppstått i olika sättningar under 2000-talet; alltid med Henricsson, Hansson, Larsson och Uhlin närvarande.
Bandets första singel gavs ut våren 1980. På ena sidan fanns "Ölrusig rock'n roll artist" och på den andra "På din fela gul och blå" (den sistnämnda låten är en satir över den maoistiska skriften Folket har aldrig segrat till fiendens musik). Den första LP:n kom i ut i oktober 1980. Den hette Välfärdsblues och innehöll låtar som "Om jag vore", "Det kliar", "Så radikal", "Lurad" och "Sent på 70-talet". LP:n Snapshot släpptes i mars 1983.

## Medlemmar
Nuvarande medlemmar
- Robert "Kylan" Larsson – sång (1978–idag)
- Carl-Göran "Kaggen" Hansson – sång, gitarr (1978–idag)
- Pelle Henricsson – trummor (1979–idag)
- Lars Uhlin – sologitarr (1978–idag)
- Thomas Hellström – basgitarr (1978–1981, 2001–idag)

Tidigare medlemmar
- Torsten Ydén – gitarr (1978–1982)
- Gunnar Sandström – trummor, piano, saxofon, basgitarr (1978–1984)
- Torstein Olsén – basgitarr (1981–1982)

## Diskografi
Studioalbum
- 1980 – Välfärdsblues
- 1983 – Snapshot

Singlar
- 1980 – "På din fela gul och blå" / "Ölrusig rock'n'roll artist"
- 1981 – "I Lycksele finns ingen hundpsykolog" / "Tip Top"
- 1981 – "Frihets blues" / "Killarnas fantom"[2]
- 1982 – "I väntans tider" (12" maxisingel)[3]

Demo
- 2004 – Ingenting yeah (CD-album)[4]